# Kiefern
Die Kiefern, Föhren, Sjüren, Forlen oder Dählen (Pinus) bilden eine Pflanzengattung in der Familie der Kieferngewächse (Pinaceae) innerhalb der Nadelholzgewächse (Pinophyta). Pinus ist die einzige Gattung der Unterfamilie Pinoideae.

## Etymologie der Trivialnamen
Mit Föhre verwandte Wörter sind in fast allen germanischen Sprachen vorhanden, beispielsweise englisch fir (was aber heute der englische Begriff für Tanne ist). Das Wort Kiefer ist erst ab dem 16. Jahrhundert belegt und ist vermutlich durch Zusammenziehung von ahd. kienforha (Kienföhre) entstanden.
Der Zapfen der Kiefer wird auch Kienapfel genannt.

## Beschreibung

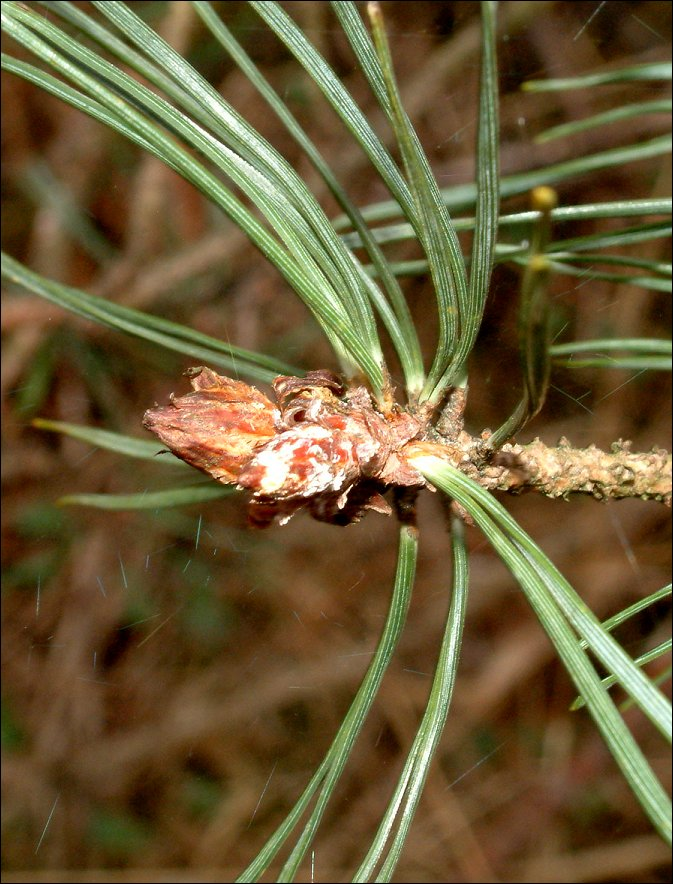
Am Zweig umschließt eine Scheide mehrere Kiefernnadeln eines Kurztriebes

### Vegetative Merkmale
Pinus-Arten sind Bäume oder seltener Sträucher. Das Holz, die Rinde, die als Nadeln geformten Blätter und häufig auch die Zapfen bilden Harzkanäle. Der Stamm ist monopodial, geht also von der Basis bis zur Spitze durch. Die Verzweigung vom Stamm erfolgt in Scheinwirteln. Die Borke ist gefurcht oder in Platten unterteilt bis dünn und schuppig oder dünn und glatt. Die Triebe sind zweigestaltig, es werden Kurz- und Langtriebe unterschieden. Die Sämlinge besitzen drei bis 24 Keimblätter.
Die Knospen der Langtriebe und Zapfen sind anfangs von schuppenförmigen Niederblättern geschützt, jedoch nicht die Kurztriebe und Pollenzapfen. Die Schuppenblätter fallen bald ab oder verbleiben an den Zweigen. Viele Kiefernarten verfügen über Erneuerungsknospen, die ihnen helfen, Waldbrände zu überstehen; einige werden als Pyrophyten durch Feuer gefördert. Ihre Zapfen öffnen sich erst bei 70–80 °C.
Die Nadeln wachsen selten einzeln oder in Bündeln meist zu zweit bis zu fünft und manchmal bis zu acht zusammen, die an der Basis von einer Nadelscheide umgeben sind. Die Nadelscheide fällt bald ab oder verbleibt am Baum. Die Nadeln bleiben zwei bis 30 Jahre am Baum und fallen als Bündel ab. Sie erreichen Längen von 2,5 bis 50 Zentimetern und werden meist 0,5 bis 2,5 (bei einer Art bis 7) Millimeter dick. Sie sind nadelförmig oder bei einer Art lanzettlich, im Querschnitt plan-konvex oder dreieckig, seltener stielrund oder flach. Der Rand ist ganzrandig oder fein gesägt. Die Spaltöffnungen liegen auf allen Seiten der Blätter, nur auf der Oberseite oder bei einer Art manchmal nur unterseits.

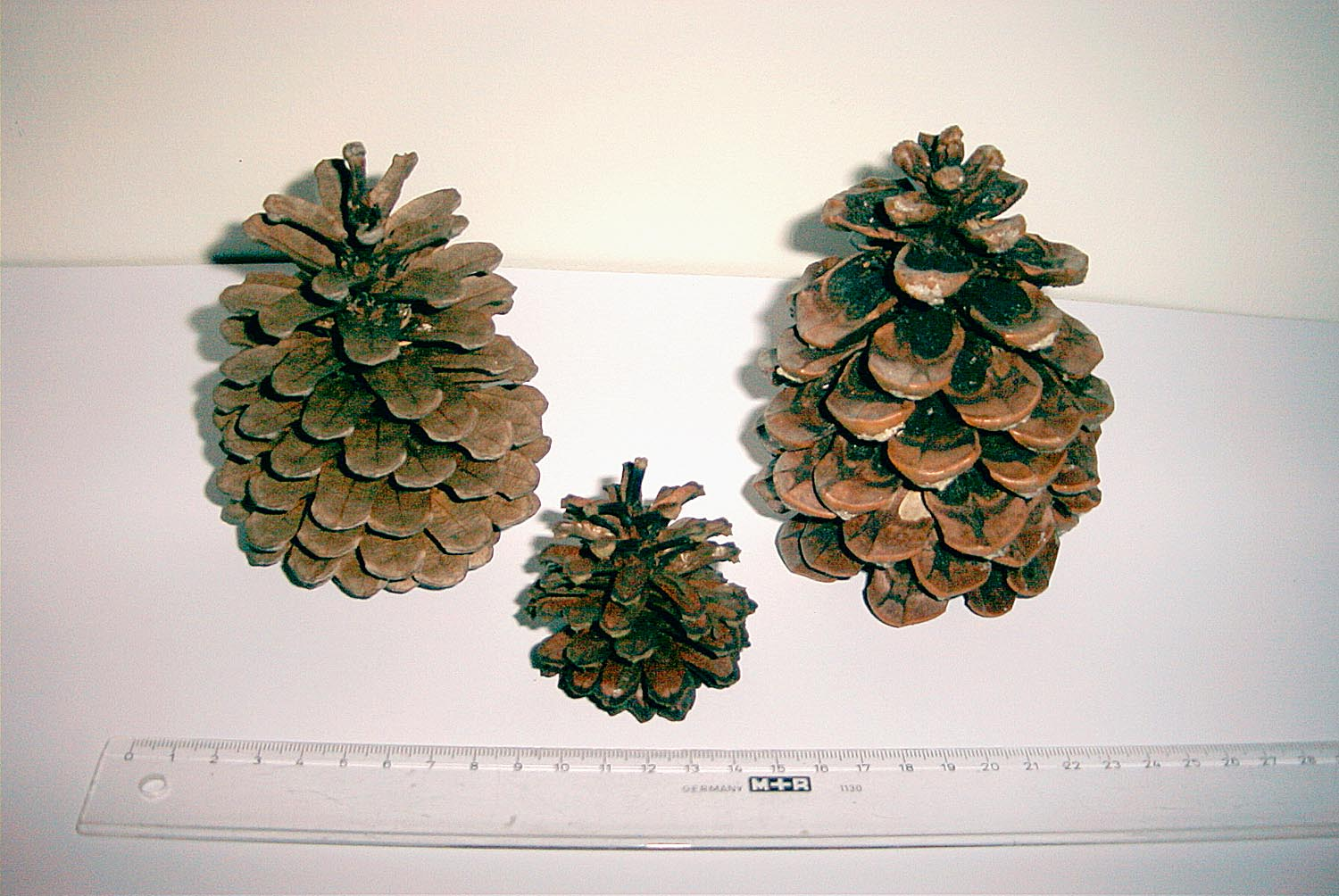
Drei Zapfen: links Aleppo-Kiefer (Pinus halepensis), Mitte Bergkiefer (Pinus mugo), rechts Pinie (Pinus pinea)

### Generative Merkmale
Pinus-Arten sind einhäusig getrenntgeschlechtlich (monözisch).
Die Pollenzapfen wachsen spiralig angeordnet nahe der Basis junger Langtriebe. Sie sind eiförmig-länglich bis zylindrisch und bestehen aus einer dünnen Achse mit zahlreichen, spiralig angeordneten, mehr oder weniger schildförmigen Mikrosporophyllen.
Die Samenzapfen sind gestielt und stehen einzeln oder häufiger in Gruppen nahe den Enden der Triebe. Sie sind schief eiförmig, eiförmig bis zylindrisch und 2 bis 60 Zentimeter lang. Sie reifen meist nach zwei oder seltener nach drei Jahren, werden bald abgeworfen oder verbleiben länger am Baum. Sie wachsen anfangs aufgerichtet und sind bei Reife hängend oder abstehend. Die Deckschuppen sind bei der Bestäubung unscheinbar und wachsen auch nicht wie die Samenschuppen weiter. Die Samenschuppen sind bleibend, verkehrt eiförmig bis länglich, dünn oder dick holzig und spiralig mit einer dünnen oder dicken Mittelachse verbunden. Der im geschlossenen Zustand sichtbare Teil der Schuppe wird als Apophyse bezeichnet und ist unterschiedlich verdickt und/oder verlängert. Die Apophyse trägt dorsal oder terminal einen Umbo, der mit einem Stachel bewehrt sein kann.
Die Samen sind meist etwas abgeflacht und haben einen verwachsenen oder gegliederten, häutigen Flügel, der sich aus dem adaxialen Teil der Samenschuppen bildet. Er kann mehrfach länger als der Same sein oder auch zurückgebildet.

## Verbreitung und Anbau

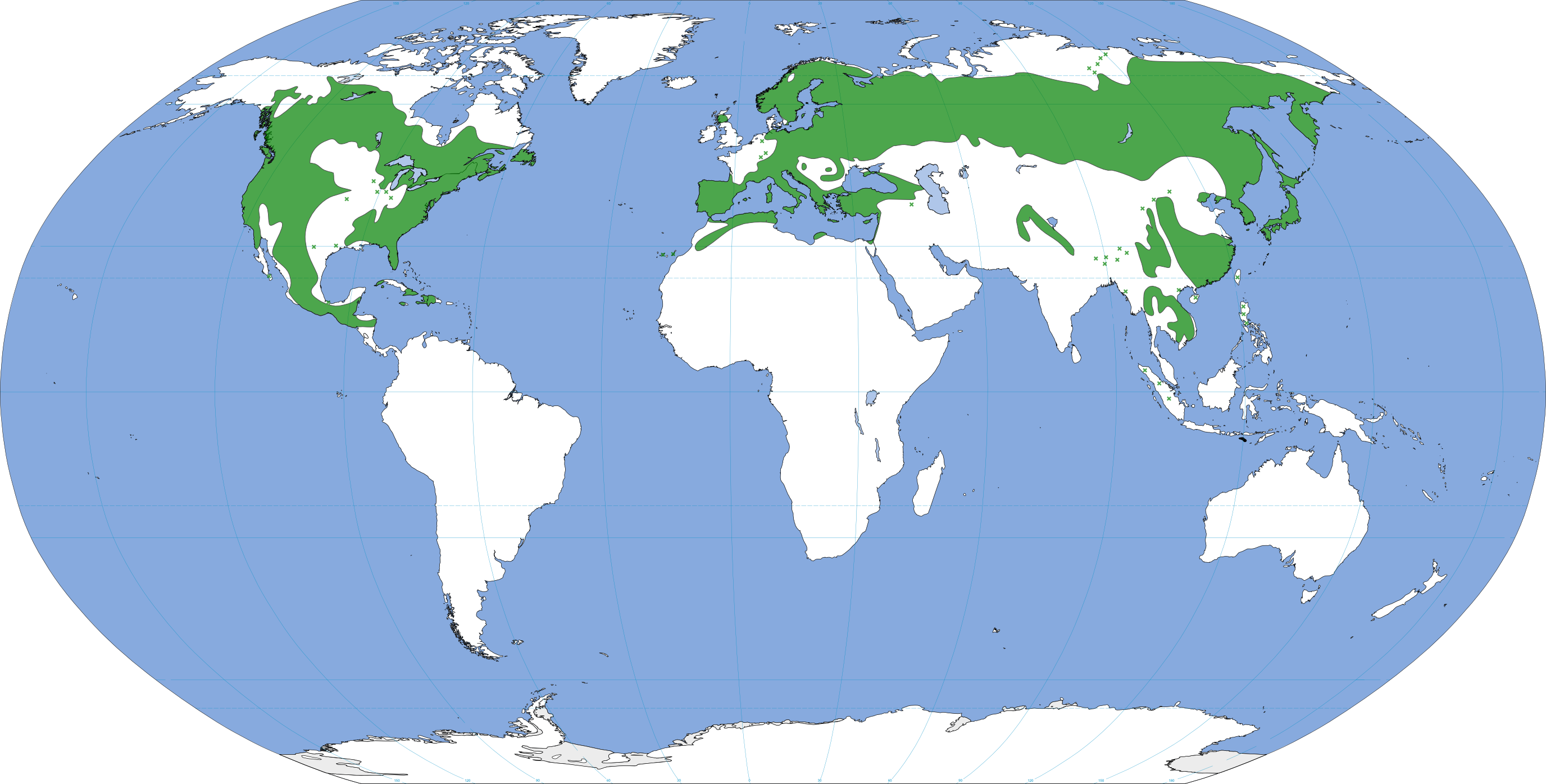
Verbreitungskarte der Gattung Pinus

Kiefern-Arten sind vor allem auf der Nordhalbkugel heimisch. Die Verbreitungsschwerpunkte sind kühl-feuchte Klimabereiche. Es werden aber von vielen Arten auch subtropische und tropische Bereiche besiedelt. Dort sind viele Kiefernarten gut an Brände angepasst: Ihre Samen keimen besonders gut nach Hitzestress.
Angebaut werden Kiefern inzwischen weltweit in den geeigneten Klimazonen. Insbesondere in Korea und Japan kommt den Kiefern eine besondere symbolische Bedeutung zu: Sie stehen dort für Stärke, Langlebigkeit und beständige Geduld. Kiefern sind daher in diesen Ländern besonders oft in sorgfältig ausgestalteter Form bei Tempel- und Gartenanlagen zu finden.
Kiefern sind weltweit die wichtigsten Baumarten der Forstwirtschaft. Meist anspruchslos und gutwüchsig, werden sie oft an Stelle der einheimischen Baumarten für die effektive Wiederaufforstung nach Waldzerstörungen und Rodungen verwendet. In den Tropen und Subtropen werden Kiefern in Holzplantagen angebaut. Auch im Mittelmeergebiet und in Japan finden sich große Flächen mit Kiefernbestand. In Mitteleuropa wurden große Waldflächen weit über ihr natürliches Vorkommen mit der Waldkiefer in Monokultur aufgeforstet. Diese Reinbestände sind zwar einfach zu begründen und zu ernten, aber viel anfälliger für Waldbrände und Insektenbefall als naturnähere Mischwälder; mittelfristig führen sie deshalb zur Auslaugung und Versauerung der Böden.
Neben der Waldkiefer im Flachland kommen in Mitteleuropa in Bergregionen von Natur aus noch die Schwarzkiefer (Pinus nigra subsp. nigra), die Bergkiefer (Pinus mugo) und die Zirbelkiefer oder Arve (Pinus cembra) vor.
Unter Kaiser Maximilian I. begann die Anpflanzung von Schwarzkiefern am Steinfeld bei (seinem Geburtsort) Wiener Neustadt. Die Gewinnung von Harz und Wiener Neustädter Terpentin erfolgte westlich und südwestlich der Stadt bis in die 1960er-Jahre. Nur ein Betrieb harzt noch heute. Eine ehemalige Pulverfabrik, zwei Schulen, eine Autobahnstation der A2 und ein Wirtschaftspark zur Ansiedlung von Betrieben ab 2019 tragen die (Orts-)Bezeichnung Föhrenwald.

## Systematik

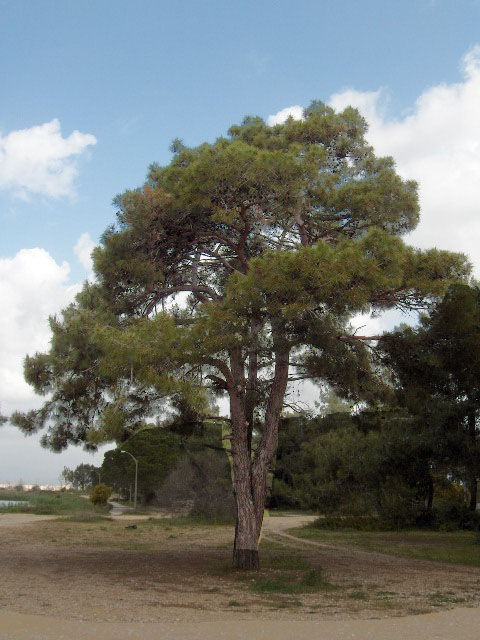
Sektion Pinus Untersektion Pinaster: Kalabrische Kiefer (Pinus brutia)

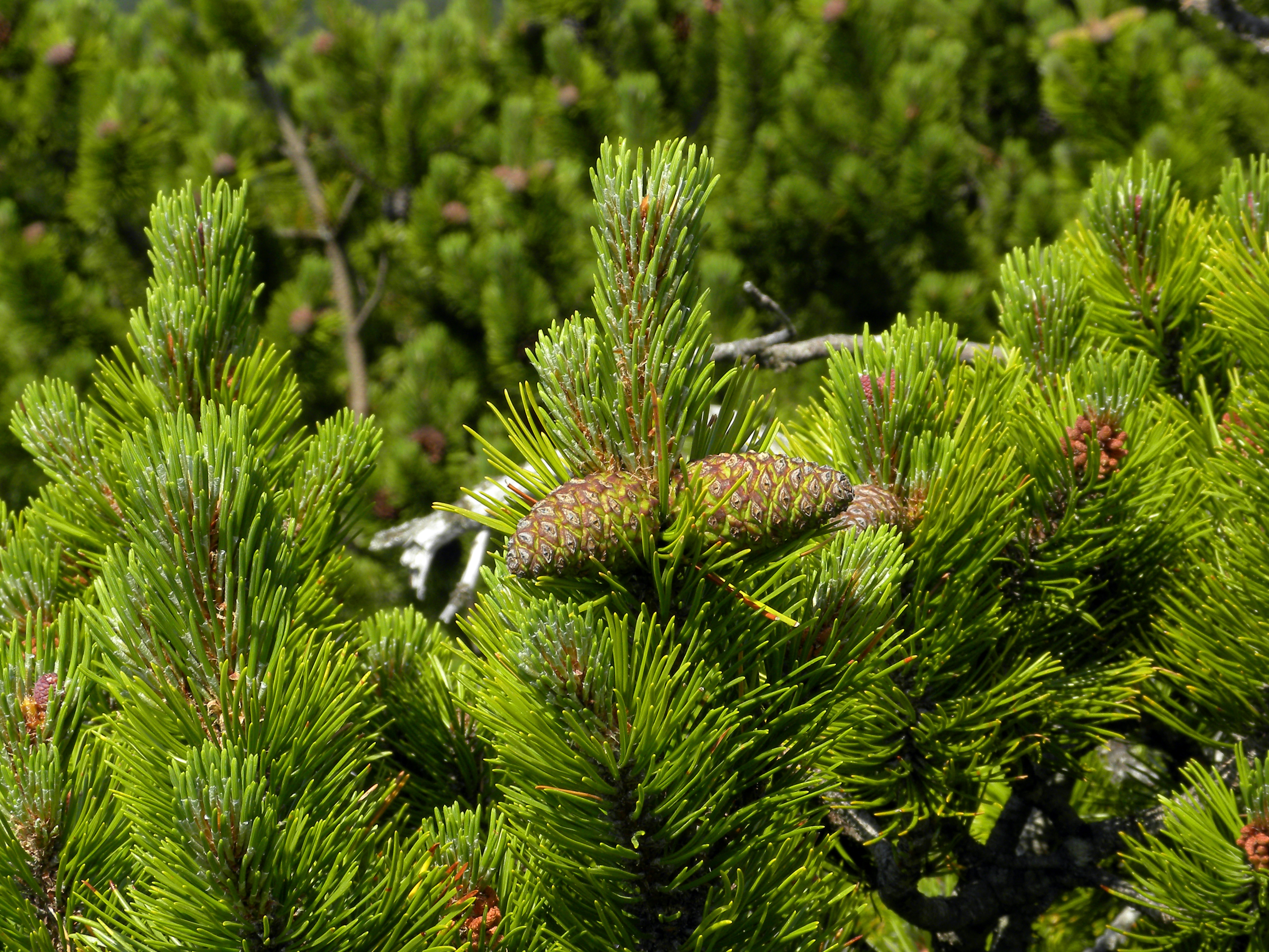
Sektion Pinus Untersektion Pinus: Latschenkiefer (Pinus mugo subsp. mugo), Alpen in Österreich

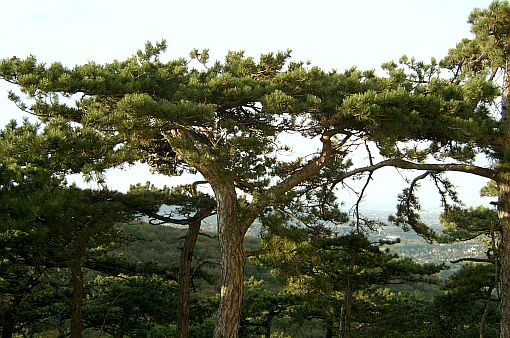
Sektion Pinus Untersektion Pinus: Schwarzkiefer (Pinus nigra) als typische Schirmföhre im Wienerwald

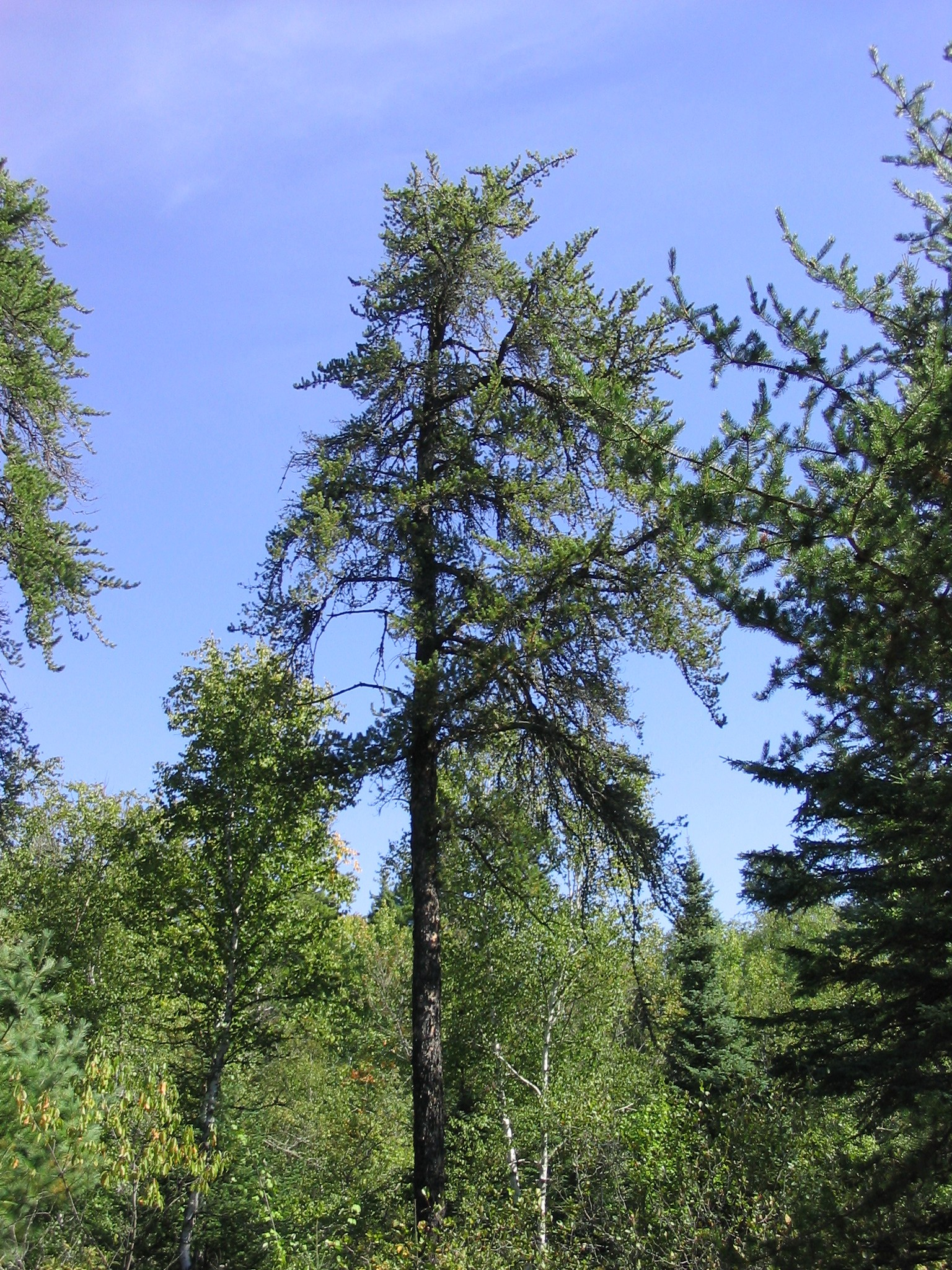
Sektion Trifoliae Untersektion Contortae: Banks-Kiefer (Pinus banksiana)

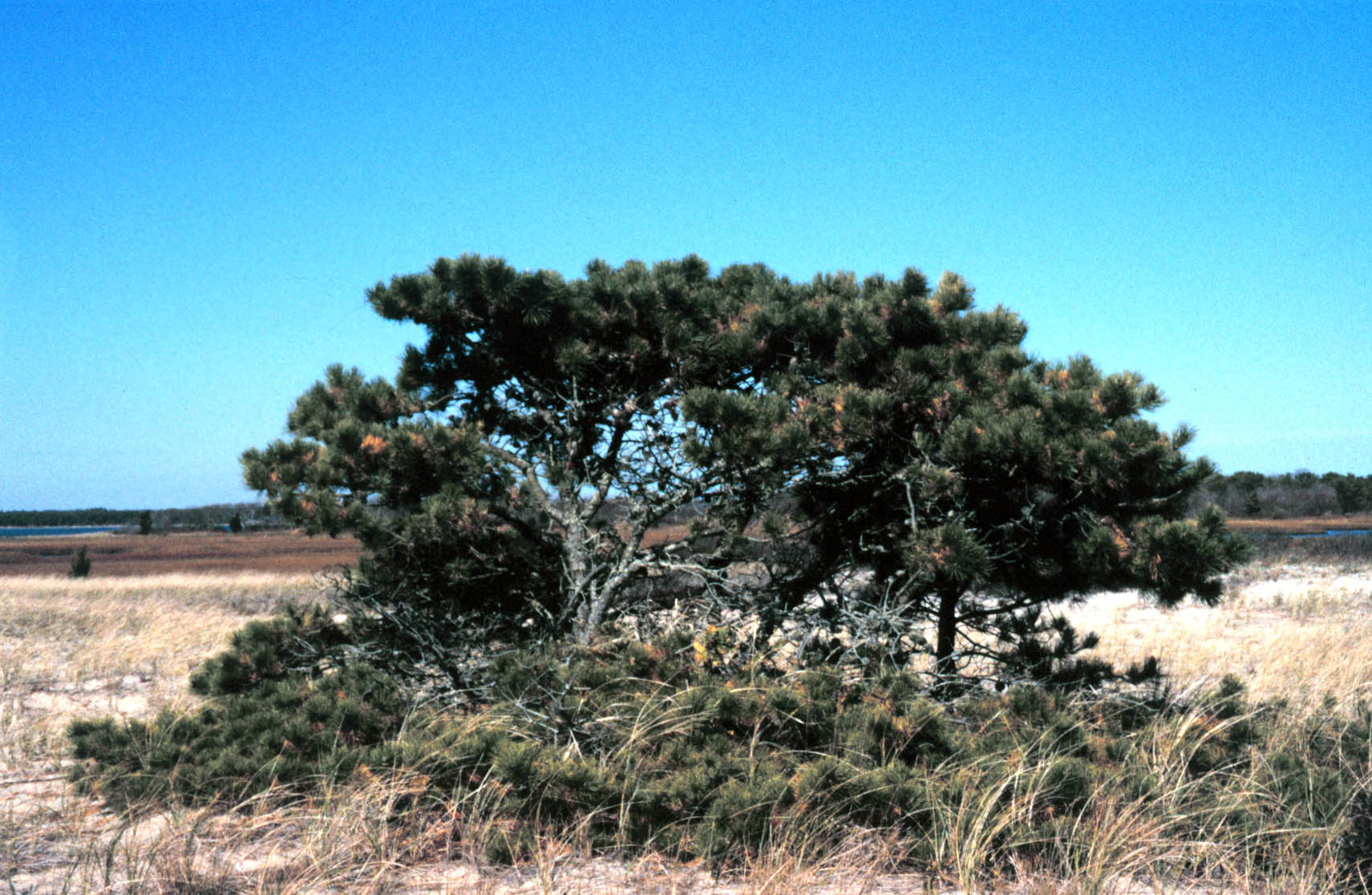
Sektion Trifoliae Untersektion Australes: Pech-Kiefer (Pinus rigida)

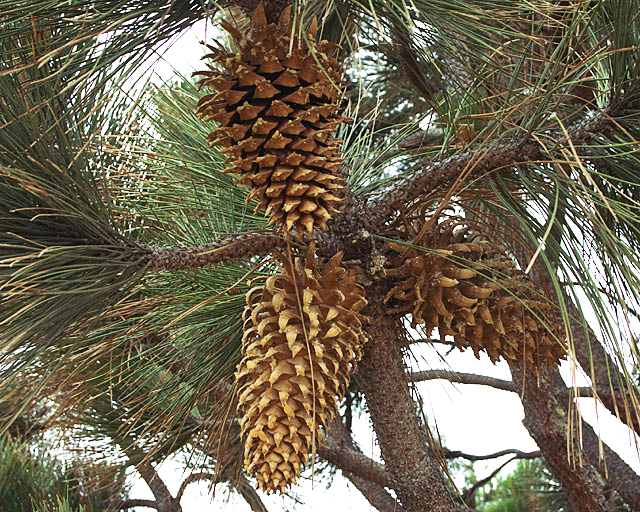
Sektion Trifoliae Untersektion Ponderosae: Coulter-Kiefer (Pinus coulteri)

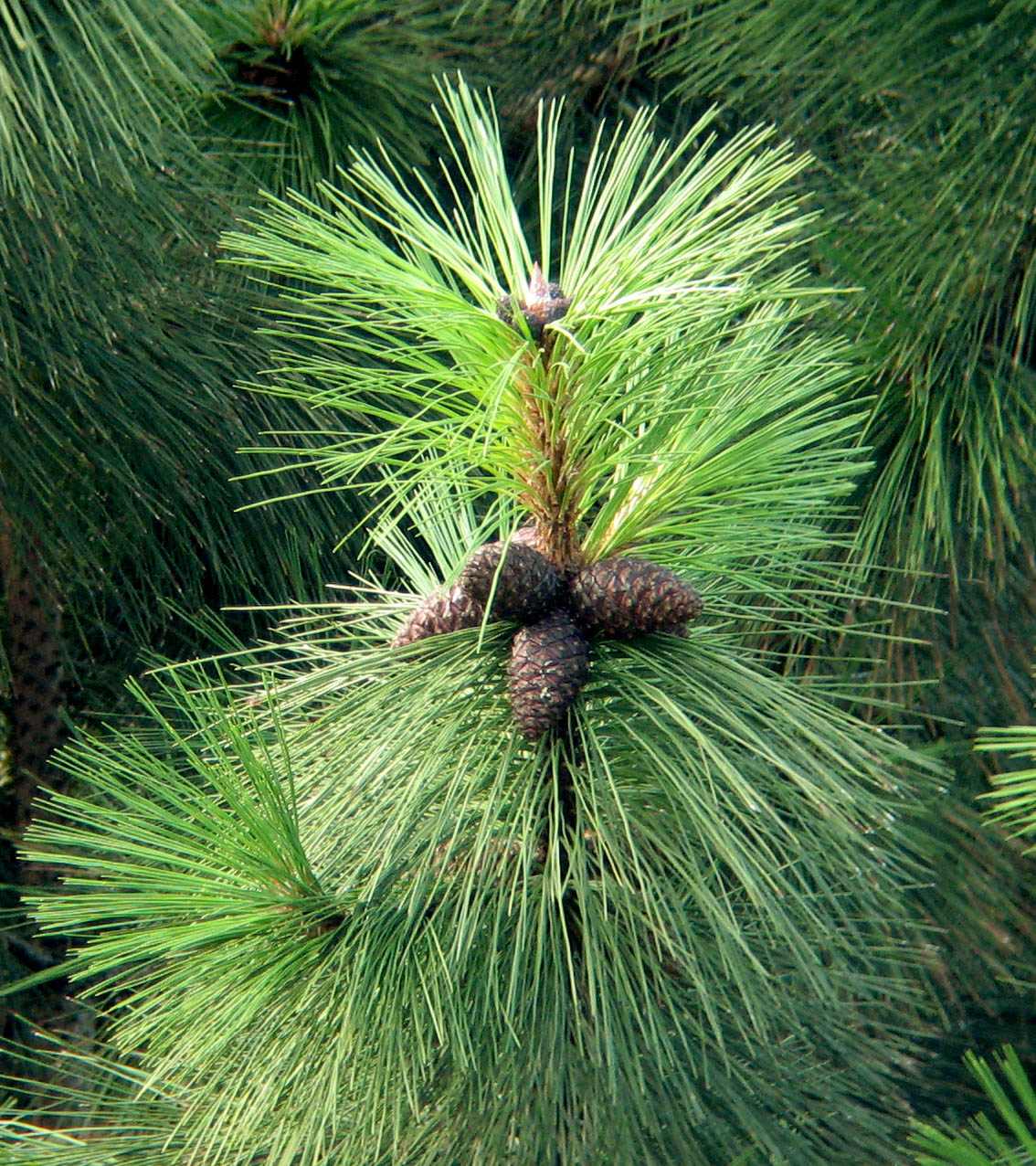
Sektion Trifoliae Untersektion Ponderosae: Gelb-Kiefer (Pinus ponderosa)

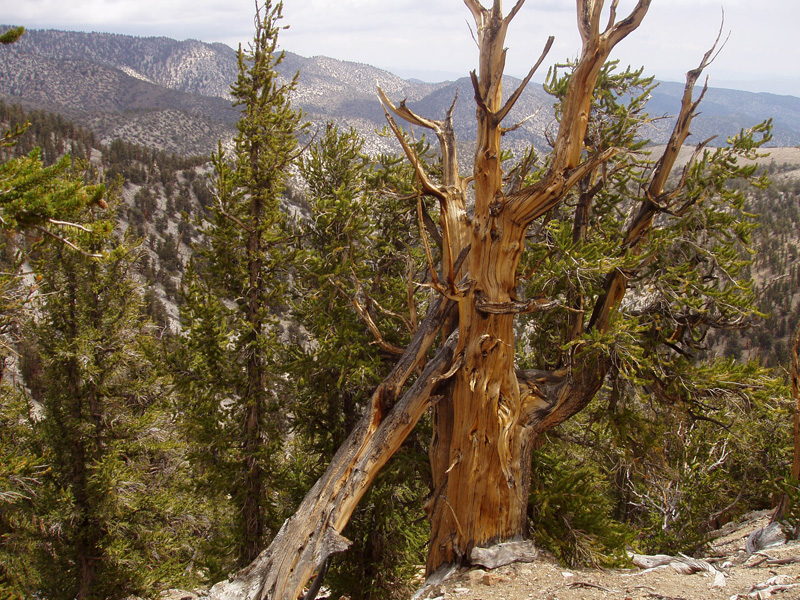
Sektion Parrya Untersektion Balfourianae: Langlebige Kiefer (Pinus longaeva),
Inyo National Forest, Kalifornien (USA)

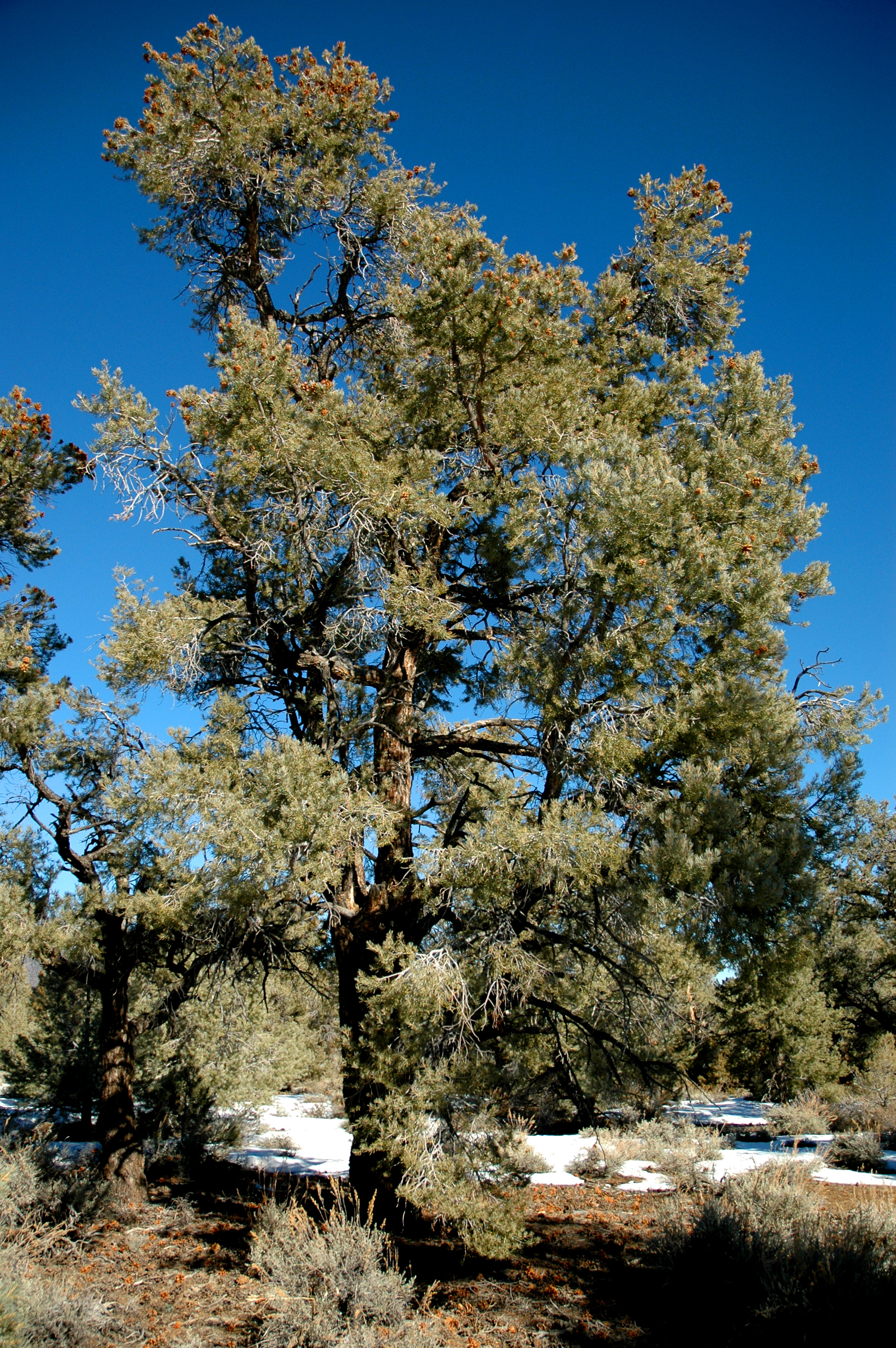
Sektion Parrya Untersektion Cembroides: Einblättrige Kiefer (Pinus monophylla)

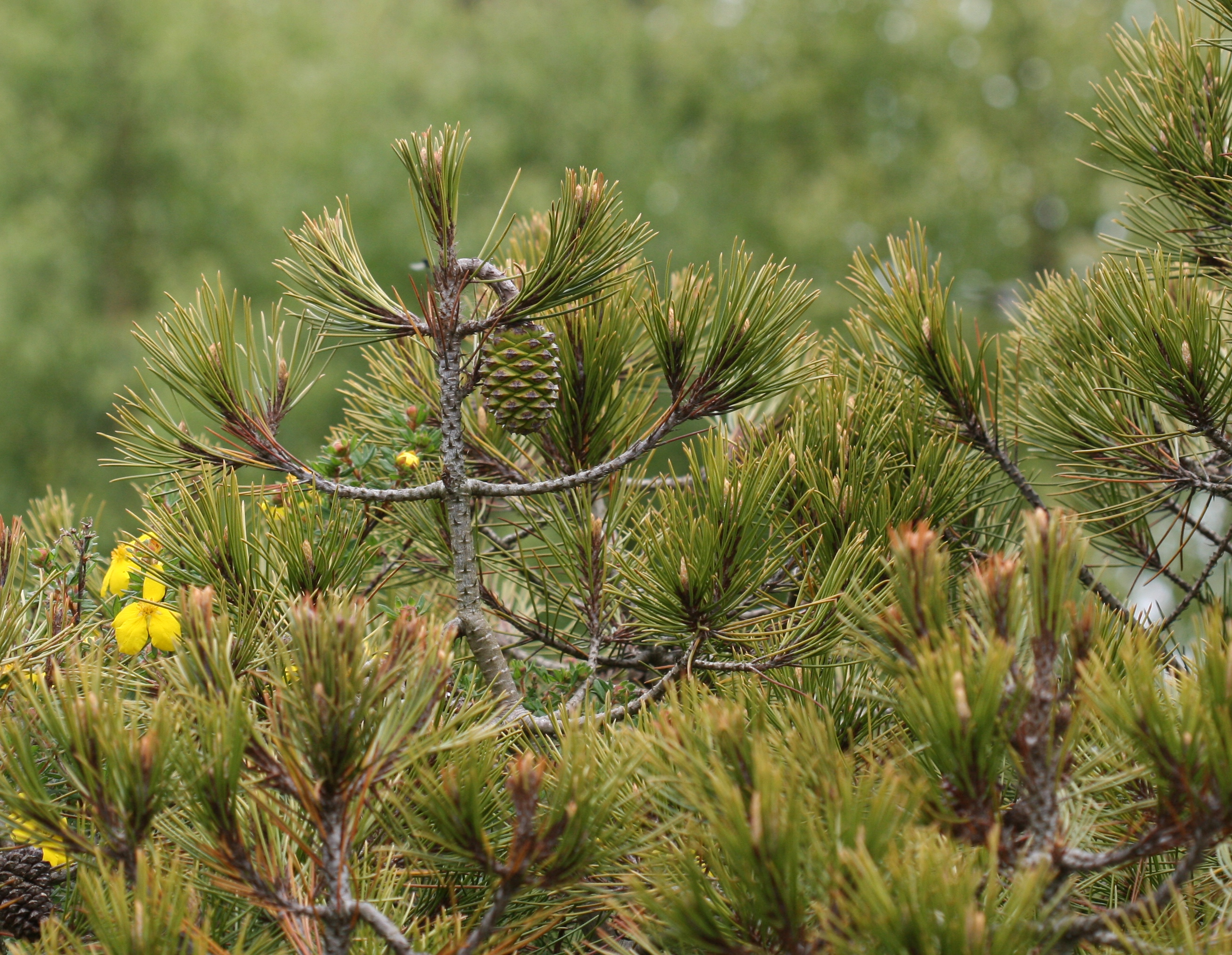
Sektion Parrya Untersektion Nelsoniae: Pinus nelsonii

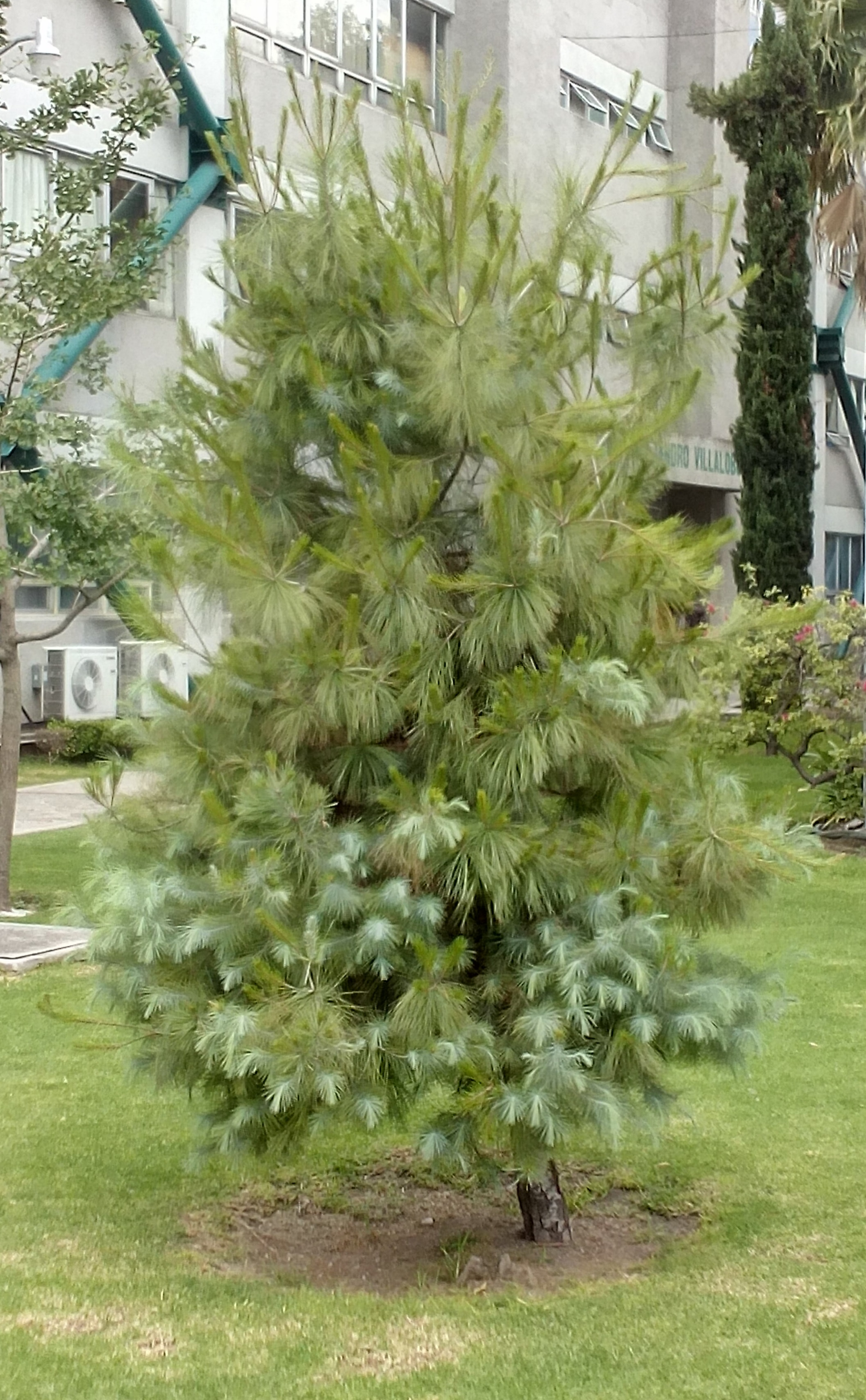
Sektion Parrya Untersektion Rzedowskianae: Pinus maximartinezii

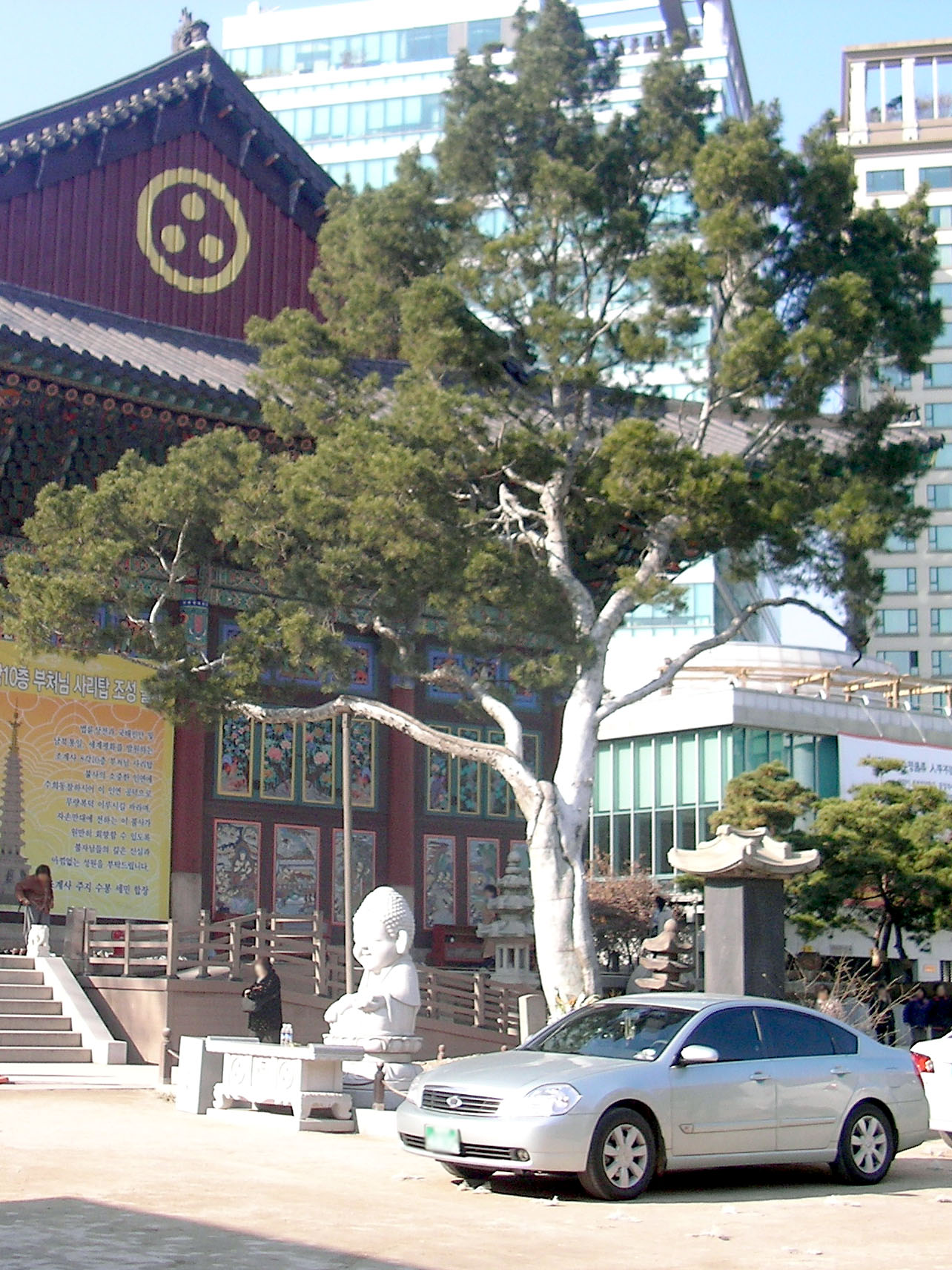
Sektion Quinquefoliae Untersektion Gerardianae: Bunges Kiefer (Pinus bungeana)

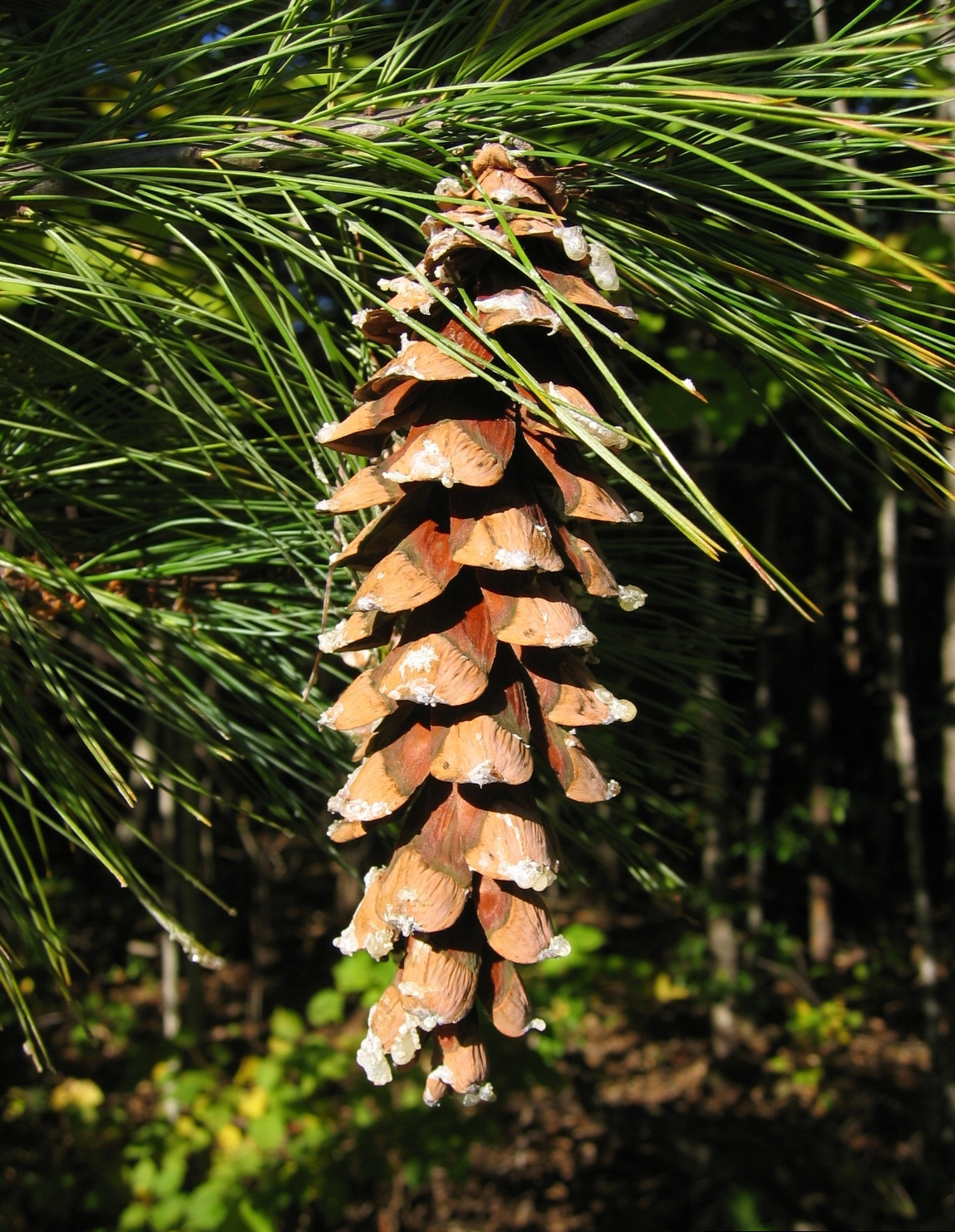
Sektion Quinquefoliae Untersektion Strobus: Weymouth-Kiefer (Pinus strobus)

### Taxonomie
Die Gattung Pinus wurde 1753 durch Carl von Linné aufgestellt. Der Gattungsname Pinus wurde schon von den Römern für mehrere Kiefernarten verwendet. Synonyme für Pinus L. sind: Apinus Neck. ex Rydb., Caryopitys Small, Ducampopinus A.Chev., Leucopitys Nieuwl., Pinea Wolf, Strobus Opiz.

### Äußere Systematik
Pinus ist die einzige Gattung der Unterfamilie Pinoideae Link, die 1831 durch Heinrich Friedrich Link in Handbuch, 2, Seite 476 aufgestellt wurde.

### Innere Systematik
Die klassische Unterteilung der Gattung in drei Untergattungen wurde aufgrund molekulargenetischer Studien auf zwei Untergattungen reduziert. Nach Aljos Farjon 2010 gibt es etwa 113 Arten der Gattung Pinus; sie sind wie folgt gegliedert:
Untergattung Pinus (Diploxylon): Sie kommt in Eurasien, in Nordafrika, im östlichen Nordamerika und Kuba vor:
- Sektion Pinus:
  - Untersektion Pinaster: Sie kommt auf den Kanarischen Inseln, im Mittelmeerraum und im Himalaja vor.
    - Kalabrische Kiefer (Pinus brutia Ten.)
    - Kanarische Kiefer (Pinus canariensis C.Sm.)
    - Aleppo-Kiefer (Pinus halepensis Mill.)
    - Schlangenhaut-Kiefer (Pinus heldreichii Christ)
    - Pinus latteri Mason
    - Pinus merkusii Jungh. & de Vriese: Sie kommt auf den Philippinen und Sumatra vor.
    - See-Kiefer (Pinus pinaster Aiton)
    - Pinie (Pinus pinea L.)
    - Pinus roxburghii Sarg.

  - Untersektion Pinus: Ihr Verbreitungsgebiet entspricht dem der Untergattung.
    - Pinus densata Mast.
    - Japanische Rot-Kiefer (Pinus densiflora Sieb. & Zucc.)
    - Pinus hwangshanensis W.Y.Hsia
    - Pinus kesiya Royle ex Gordon: Ihr Verbreitungsgebiet umfasst Süd- und Südostasien von Indien bis zu den Philippinen.
    - Pinus luchuensis Mayr
    - Pinus henryi Mast.
    - Pinus massoniana Lamb.
    - Berg-Kiefer (Pinus mugo Turra)
    - Schwarz-Kiefer (Pinus nigra J.F.Arnold)
    - Amerikanische Rot-Kiefer (Pinus resinosa Aiton)
    - Wald-Kiefer (Pinus sylvestris L.)
    - Chinesische Kiefer (Pinus tabuliformis Carrière)
    - Pinus taiwanensis Hayata
    - Japanische Schwarzkiefer (Pinus thunbergii Parl.)
    - Pinus tropicalis Morelet
    - Spirke, Haken-Kiefer, Aufrechte Bergkiefer (Pinus uncinata Ramond ex DC., Syn.: Pinus mugo subsp. uncinata (Ramond) Domin)
    - Pinus yunnanensis Franch.
- Sektion Trifoliae: Sie kommt von Nordamerika über Mexiko bis auf die Karibischen Inseln vor.
  - Untersektion Contortae: Sie kommt in Nordamerika vor:
    - Banks-Kiefer (Pinus banksiana Lamb.)
    - Sand-Kiefer (Pinus clausa (Chapm. ex Engelm.) Vasey ex Sarg.)
    - Küsten-Kiefer (Pinus contorta Douglas ex Loudon)
    - Pinus virginiana Mill.

  - Untersektion Ponderosae: Sie kommt von den westlichen USA über Mexiko bis Zentralamerika vor.
    - Pinus arizonica Engelm.
    - Coulter-Kiefer (Pinus coulteri D.Don)
    - Pinus devoniana Lindl.
    - Pinus douglasiana Martínez
    - Pinus durangensis Martínez
    - Pinus engelmannii Carrière
    - Pinus hartwegii Lindl.
    - Jeffrey-Kiefer (Pinus jeffreyi A.Murray)
    - Pinus maximinoi H.E.Moore
    - Montezuma-Kiefer (Pinus montezumae Lamb.)
    - Gelb-Kiefer (Pinus ponderosa Douglas ex C.Lawson): Die drei Unterarten kommen vom südlichen British Columbia, über das südwestliche North Dakota bis Texas und Kalifornien bis in Mexiko nur in Niederkalifornien sowie in Sonora vor.
    - Pinus pseudostrobus Lindl.: mit drei Varietäten von Mexiko über das Hochland von Guatemala bis ins nördliche El Salvador und westliche Honduras.
    - Weiß-Kiefer (Pinus sabiniana Douglas)
    - Pinus torreyana Parry ex Carrière

  - Untersektion Australes: Sie kommt von Nord- bis Zentralamerika und auf Karibischen Inseln vor.
    - Pinus attenuata Lemmon
    - Karibische Kiefer (Pinus caribaea Morelet): Sie kommt mit drei Varietäten auf den Bahamas und Turks- und Caicosinseln (var. bahamensis), im westlichen Kuba in der Provinz Pinar del Río und auf der Isla de la Juventud (var. caribaea) und vom mexikanischen Bundesstaat südlichen Quintana Roo über das nördliche Guatemala bis Belize sowie Honduras einschließlich der Islas de la Bahía bis El Salvador und Nicaragua vor.
    - Kuba-Kiefer (Pinus cubensis Griseb.): Sie kommt im östlichen Kuba beispielsweise in der Sierra Maestra und Sierra de Nipe vor.
    - Pinus echinata Mill.
    - Pinus elliottii Engelm.
    - Pinus glabra Walter
    - Pinus greggii Engelm. ex Parl.
    - Pinus herrerae Martínez
    - Pinus jaliscana Pérez de la Rosa
    - Pinus lawsonii Roezl ex Gordon
    - Pinus leiophylla Schiede ex Schltdl. & Cham.
    - Pinus lumholtzii B.L.Rob. & Fernald
    - Pinus luzmariae Pérez de la Rosa
    - Bischofs-Kiefer (Pinus muricata D.Don)
    - Pinus occidentalis Sw.: Sie kommt nur auf Hispaniola in Höhenlagen zwischen 200 und 3200 Meter vor.
    - Pinus oocarpa Schiede
    - Sumpf-Kiefer (Pinus palustris Mill.)
    - Pinus patula Schiede ex Schltdl. & Cham.
    - Pinus praetermissa Styles & McVaugh
    - Pinus pringlei Shaw
    - Pinus pungens Lamb.
    - Monterey-Kiefer (Pinus radiata D.Don): Das natürliche Verbreitungsgebiet reicht von Kalifornien bis Niederkalifornien und vorgelagerte Inseln. Sie ist in vielen Ländern der Welt ein Forstbaum.
    - Pech-Kiefer (Pinus rigida Mill.)
    - Pinus serotina Michx.
    - Weihrauch-Kiefer (Pinus taeda L.)
    - Pinus tecunumanii F.Schwerdtf. ex Eguiluz & J.P.Perry
    - Pinus teocote Schied. ex Schltdl. & Cham.

Untergattung Strobus (Haploxylon):
- Sektion Parrya: Sie kommt von den westlichen USA bis Mexiko vor:
  - Untersektion Balfourianae: Sie kommt im Westen der USA vor.
    - Grannen-Kiefer (Pinus aristata Engelm.)
    - Fuchsschwanz-Kiefer (Pinus balfouriana Balf.)
    - Langlebige Kiefer (Pinus longaeva D.K.Bailey)

  - Untersektion Cembroides: Sie kommt im Südwesten der USA und in Mexiko vor.
    - Pinus cembroides Zucc.
    - Pinus culminicola Andresen & Beaman
    - Pinus edulis Engelm.
    - Einblättrige Kiefer (Pinus monophylla Torr. & Frém.)
    - Pinus quadrifolia Parl. ex Sudw.
    - Pinus remota (Little) D.K.Bailey & Hawksw.

  - Untersektion Nelsoniae Burgh: Sie kommt in Mexiko vor.
    - Pinus nelsonii Shaw

  - Untersektion Rzedowskianae:
    - Pinus rzedowskii Madrigal & M.Caball.
    - Pinus maximartinezii Rzed.
    - Pinus pinceana Gordon
- Sektion Quinquefoliae: Sie kommt im östlichen Asien und in Nordamerika bis Mexiko vor:
  - Untersektion Gerardianae: Sie kommt in Ostasien und im Himalaja vor:
    - Bunges Kiefer (Pinus bungeana Zucc. ex Endl.)
    - Pinus gerardiana Wall. ex D.Don
    - Pinus squamata X.W.Li

  - Untersektion Krempfianae: Sie kommt in Vietnam vor.
    - Pinus krempfii Lecomte

  - Untersektion Strobus: Sie kommt in Nordamerika und in Eurasien vor.
    - Weißstämmige Kiefer (Pinus albicaulis Engelm.)
    - Pinus amamiana Koidz.
    - Armands Kiefer (Pinus armandii Franch.): Die drei Varietäten kommen im zentralen bis westlichen China, in Taiwan und im nördlichen Myanmar vor.
    - Mexikanische Weymouth-Kiefer (Pinus ayacahuite Ehrenb. ex Schltdl.)
    - Pinus bhutanica Grierson, D.G.Long & C.N.Page
    - Zirbel-Kiefer (Pinus cembra L.)
    - Pinus dalatensis Ferré
    - Pinus fenzeliana Hand.-Mazz.
    - Biegsame Kiefer (Pinus flexilis E.James)
    - Korea-Kiefer (Pinus koraiensis Sieb. & Zucc.)
    - Zucker-Kiefer (Pinus lambertiana Douglas)
    - Westliche Weymouth-Kiefer (Pinus monticola Douglas ex D.Don)
    - Pinus morrisonicola Hayata
    - Mädchen-Kiefer (Pinus parviflora Sieb. & Zucc.)
    - Rumelische Kiefer (Pinus peuce Griseb.)
    - Zwerg-Kiefer (Pinus pumila (Pall.) Regel)
    - Sibirische Zirbel-Kiefer (Pinus sibirica Du Tour)
    - Pinus strobiformis Engelm.
    - Weymouth-Kiefer (Pinus strobus L.)
    - Tränen-Kiefer (Pinus wallichiana A.B.Jacks.): Sie kommt im südlichen Himalaja von Afghanistan über Pakistan und Indien, Nepal und Bhutan bis Myanmar und Tibet vor.
    - Pinus wangii Hu & W.C.Cheng: Sie kommt im südöstlichen Yunnan nur in Malipo sowie Xichou, vielleicht auch in Vietnam vor.

## Krankheiten
- Bläue (verschiedene Erreger wie zum Beispiel Ceratocystis und Ophiostoma piliferum): Hierbei handelt es sich um eine Verfärbung des Holzes.
- Cenangium-Triebschwinden, verursacht durch das Ockergelbe Mehlbecherchen (Cenangium ferruginosum)
- Cyclaneusma-Nadelschütte (Cyclaneusma minus)
- Braunfleckenkrankheit (Lecanosticta acicola)[14]
- Föhrennadelrost (Coleosporium tussilaginis)
- Kieferndrehrost (Melampsora populnea)[15]
- Kiefernrindenblasenrost (Cronartium flaccidum oder Endocronartium pini): Ein Rostpilz, der zur Bildung des Kienzopfes führt.
- Kieferntriebsterben (Diplodia sapinea)
- Lophodermium-Nadelschütten (Lophodermium seditiosum und Lophodermium pinastri)
- Schwarzer Schneeschimmel (Herpotrichia coulteri): Befällt die Bergkiefer.
- Schwedische Nadelschütte (Lophodermella sulcigena)
- Scleroderris-Krankheit (Gremmeniella abietina)
- Dothistroma-Nadelbräune oder Rotbandkrankheit (Dothistroma spp.)
- Strobenrost (Cronartium ribicola): Befällt fünfnadlige Kiefern.
- Sydowia polyspora
- Weißer Schneeschimmel (Phacidium infestans): Befällt die Zirbelkiefer.

Seit einigen Jahren erkranken Föhren in der Schweiz zunehmend an der Rotbandkrankheit und der Braunfleckenkrankheit, verursacht durch die zwei sogenannten Neomyceten. Um das Schadpotenzial und die Verbreitung der Neuankömmlinge im Auge zu behalten, beobachtet Waldschutz Schweiz die Krankheiten seit 2009 aktiv. Im Zuge dieser Monitoringaktivitäten kam es zu den Nachweisen der hier genannten Nadelkrankheiten.
Das Kieferntriebsterben tritt seit den 1990er-Jahren an Schwarzföhren bei Wiener Neustadt auf. Der Pilz Spaeropsis sapinea verschließt dabei Wasserleitungsbahnen im Holz.

## Nutzung

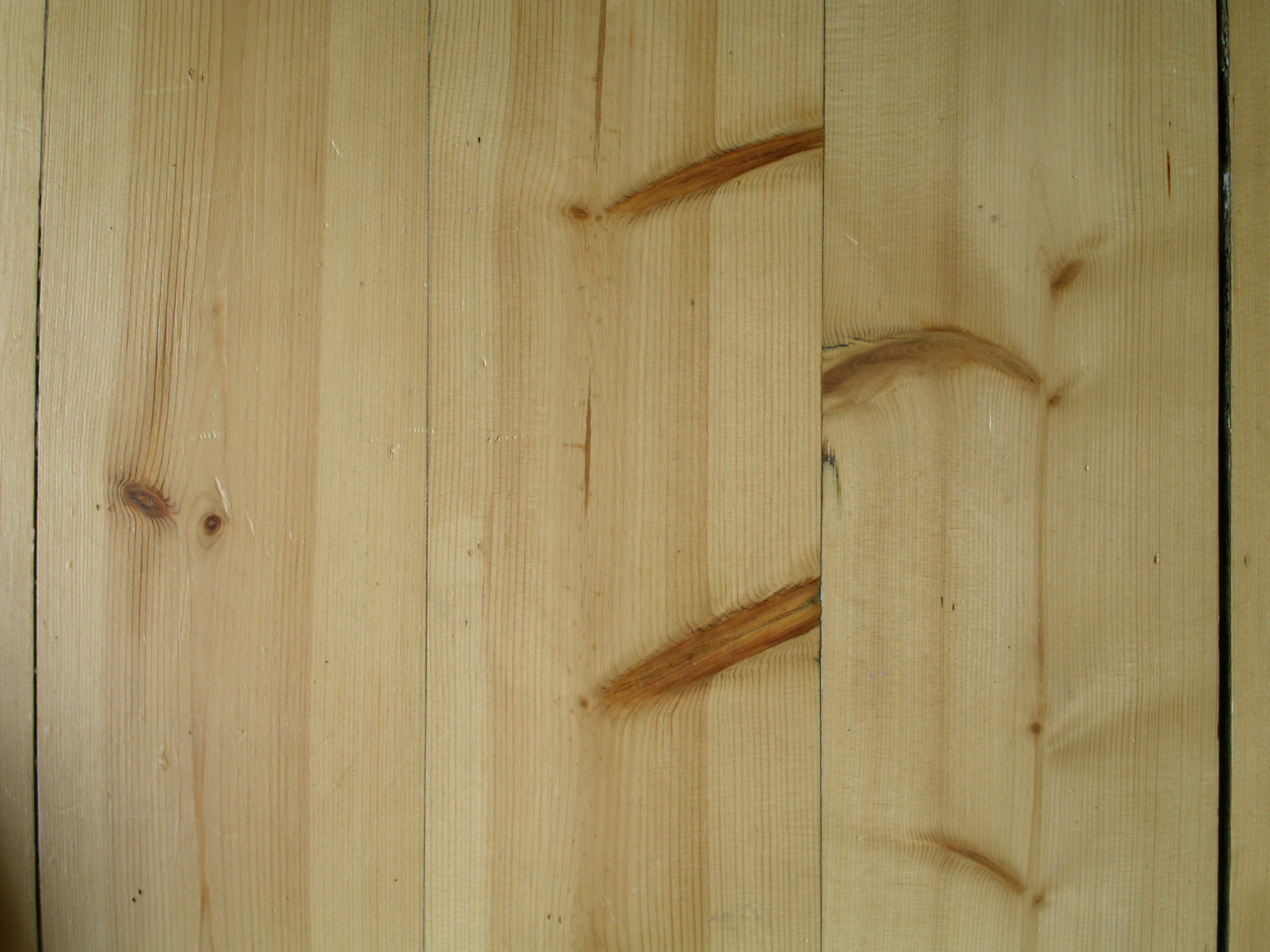
Kiefern- und Fichtenholz im Vergleich: Die beiden linken Bretter sind aus Kiefernholz, das rechte ist aus Fichtenholz

Querschnitt durch einen fünfjährigen Kiefernstamm (Modell)

Kiefernholz gehört neben dem Fichtenholz zu den wichtigsten Nadelhölzern. Ausschlaggebend sind hier wie auch bei den anderen Arten der gerade Wuchs, das rasche Wachstum, die geringen Ansprüche an den Standort und die gute Verwendbarkeit des Holzes. Die mechanischen Eigenschaften des Holzes sind im Vergleich zu denen der Fichte sehr gut, zugleich ist allerdings der Streubereich sehr groß und abhängig von der Herkunft und den Wuchsbedingungen der Kiefer.
Zum Anwendungsspektrum gehört vor allem die Verwendung als Bau- und Möbelholz für den Innenbereich sowie die Nutzung als Brennholz. Dabei wird Kiefernholz in Form von Rundholz, Schnittholz wie Brettern und Brettschichthölzern und als Furnierholz verarbeitet. Zugleich ist es ein wichtiges Holz für die Herstellung von Spanplatten. Als Bau- und Konstruktionsholz wird Kiefernholz nahezu überall eingesetzt, sowohl im Innenausbau wie auch bei Außenanwendungen. Es findet entsprechend Verwendung im Hausbau für Dachkonstruktionen, für Holzverkleidungen, Geländer, Treppen, Skelettkonstruktionen für Wände und Decken, Fußböden, Fenster, Türen und Tore. Imprägniertes Kiefernholz dient als Fassadenverkleidung, Terrassendecking und weitere Anwendungen wie Kinderspielgeräte, Zäune, Pergola und anderes im Garten- und Landschaftsbau. Hinzu kommen eine Reihe weiterer Anwendungen wie Masten, Pfosten, Pfähle und andere Anwendungen im Außenbereich, insbesondere auch als Rammpfähle im Wasser-, Hafen- und Bergbau, außerdem ist Kiefernholz beliebt als Schwellenholz im Gleisbau von U-Bahnen und Werksbahnen.
Kiefern werden zudem zur Harz- und Pechgewinnung bzw. wie schon früher zur Herstellung von Kolophonium genutzt. Das stark harzhaltige Splintholz, das die Kiefer um Verletzungen herum bildet, wurde früher als Kienspan zur Beleuchtung benutzt.
Die Samen einzelner Kiefernarten sind so groß, dass sie als Nahrungsmittel verwendet werden (Pinienkerne, „Zedernüsse“).

## Symbolik
In China gilt die Kiefer als Symbol für langes Leben, Beständigkeit und Selbstzucht. Das paarweise Auftreten der Nadeln steht für die glückliche Zweisamkeit der Ehe. Gemeinsam mit Pflaume und Bambus zählt sie zu den drei Freunden des Winters.
Der US-Bundesstaat Maine trägt den Beinamen „The Pine Tree State“ („Der Kiefern-Staat“) und führt die Kiefer als Symbol in seiner Flagge und Siegel.